# 纯五度

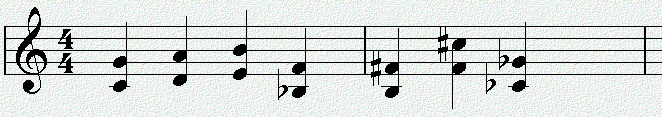

纯五度在音数为3又2分之1(3½)的五度音程謂之，在台灣稱作完全五度，如C-G，D-A，E-B，Bb-F，B-F#，F#-C#，Cb-Gb等就是纯五度。纯五度的二個音，其頻率比會有3:2的關係。